# Verónica Soffia
Verónica Soffia Partarrieu (Santiago, 2 de diciembre de 1985) es una cantautora y actriz chilena. Ha sido rostro del área dramática de TVN y Canal 13, y cuenta con dos discos publicados, Hay que andar (2014) y La vida es corta (2016), y el EP La Maga (2018).

## Biografía
Estudió teatro en la Pontificia Universidad Católica de Chile. Debutó en las teleseries dando vida a Lupe Ossandón en Viuda alegre en 2008, pero saltaría a la fama por interpretar a Paula Jara, hija de Alberto "Tito" Jara (Claudio Arredondo) y Pamela Leiva (Mariana Loyola) en la primera telenovela nocturna (Peleles) de Canal 13, y a Macarena, la novia de Martín Herrera en Los 80.
Paralelamente, grabó su primer disco Hay que andar, el que lanzó a principios de 2014, fue presentado en la sala SCD de Bellavista y contó con la presencia de Nano Stern y Arlette Jequier como invitados. Su segundo disco La vida es Corta, fue lanzado en mayo de 2016 en la Sala Master de la radio Universidad de Chile. Este último, mantuvo la exploración por distintos estilos; folk, blues, pop, de forma más extrovertida, y contó con la presencia de Javier Barría y Camilo Zicavo (La Moral Distraída).

## Televisión

### Teleseries
| Teleseries | Teleseries         | Teleseries                | Teleseries |
| Año        | Teleserie          | Rol                       | Canal      |
| ---------- | ------------------ | ------------------------- | ---------- |
| 2008       | Viuda alegre       | Guadalupe "Lupe" Ossandón | TVN        |
| 2011       | Peleles            | Paula Jara                | Canal 13   |
| 2013       | Las Vegas          | Natalia Silva             | Canal 13   |
| 2014       | No abras la puerta | Ignacia Tobar             | TVN        |

### Series y unitarios
| Series y Unitarios | Series y Unitarios                | Series y Unitarios   | Series y Unitarios |
| Año                | Series                            | Rol                  | Canal              |
| ------------------ | --------------------------------- | -------------------- | ------------------ |
| 2007               | Cárcel de Mujeres                 | Daniela              | TVN                |
| 2008               | Paz                               | Verónica Santa María | TVN                |
| 2009               | El vuelo del Poeta                | Ximena Amunategui    | TVN                |
| 2009               | Los 80: segunda temporada         | Macarena             | Canal 13           |
| 2010               | Cartas de mujer                   | Elena Henckel        | CHV                |
| 2010               | Los 80: tercera temporada         | Macarena             | Canal 13           |
| 2011               | Divino tesoro                     | Carla Soto           | CHV                |
| 2011               | 12 días que estremecieron a Chile | Javiera              | CHV                |
| 2013               | Los 80: sexta temporada           | Macarena             | Canal 13           |

## Discografía
- 2014: Hay que andar
- 2016: La vida es corta
- 2018: La Maga EP